# NGC 2187
NGC 2187 is een spiraalvormig sterrenstelsel in het sterrenbeeld Goudvis. Het hemelobject werd in 1834 ontdekt door de Britse astronoom John Herschel. Het bevindt zich in de buurt van NGC 2187A.

## Synoniemen
- ESO 57-68
- AM 0604-693
- IRAS06041-6934
- PGC 18354